# Cantone di Mantes-la-Jolie
Il Cantone di Mantes-la-Jolie è una divisione amministrativa dell'Arrondissement di Mantes-la-Jolie.
A seguito della riforma complessiva dei cantoni del 2014 ha incorporato il Cantone di Mantes-la-Ville, passando da 1 a 5 comuni.

## Composizione
Prima della riforma del 2014 comprendeva il solo comune di Mantes-la-Jolie; dal 2015 comprende i comuni di:
- Buchelay
- Magnanville
- Mantes-la-Jolie
- Mantes-la-Ville
- Rosny-sur-Seine